# (14994) Uppenkamp
(14994) Uppenkamp ist ein Hauptgürtelasteroid, der am 28. Oktober 1997 von Spacewatch vom Kitt-Peak-Observatorium aus entdeckt wurde.
Er wurde nach Wolfgang Uppenkamp (* 1953), einem Lehrer für Literatur und Englisch am Pascal-Gymnasium in Grevenbroich benannt.